# Leiophron trjapitzini
Leiophron trjapitzini är en stekelart som beskrevs av Vladimir Ivanovich Tobias 1986. Leiophron trjapitzini ingår i släktet Leiophron och familjen bracksteklar. Inga underarter finns listade i Catalogue of Life.